# Gebrüder Ignatjew
Die Gebrüder Ignatjew ist ein 1968 in der UdSSR gebauter Frachtkatamaran.
Das Schiff ist 97,05 m lang und gesamt 26,03 m breit, wobei die einzelnen Rümpfe, in den jeweils eine Antriebsanlage mit 600 kW eingebaut ist, eine Breite von 6,02 Meter aufweisen. Bei einem Tiefgang von 2,96 m beträgt die Tragfähigkeit 1000 Tonnen. Auf dem etwa 1000 m² großen Deck werden Container, Paletten und andere Ladungen auf der Wolga und ihren Nebengewässern transportiert.
Die Decksaufbauten befinden sich im Heckbereich. Zwischen den Rümpfen ist ein Wellenbrecher eingebaut, um besser gegen die Wellen auf den Stauseen anzukommen.